# Пильковщина
Пильковщина (бел. Пі́лькаўшчына) — деревня в Мядельском районе Минской области Беларуси. Входит в состав Сватковского сельсовета.

## История
В 1868 году это была деревня в Мядельской волости Вилейского уезда Виленской губернии, 6 дворов, 49 жителей. В 1904 г. в селе было 124 жителя, в 1908 г. — 19 хозяйств, 119 жителей. В 1921 г. деревня в гмине Мядель Дунилавицкого (с 1925 г. Поставского) уезда Виленского воеводства, 22 хутора, 104 жителя. В 1931 г. насчитывалось 24 хозяйства, 132 жителя . 
С 12 октября 1940 года в Сватковском сельсовете Мядельского района Вилейской области, с 20 сентября 1944 года в Молодечненской области, с 20 января 1960 года в Минской области. В 1940 году в селе было 26 дворов и 134 жителя. В 1948 году был создан колхоз «Новый путь». С 1950 по 1959 год село было центром разросшегося колхоза «Зара» (до 30 июля 1957 года колхоз им. Молотова), с 1988 года колхоза имени Ленина, с 1994 года сельскохозяйственного компания «Зара», с марта 1997 года в сельхозпредприятии имени М. Танка (центр — агрогородок Сватки). В 1960 году проживало 132 человека. На 1 января 1997 года насчитывалось 40 дворов, 92 жителя.

## Инфраструктура
Магазин, фельдшерско-акушерский пункт.

## Достопримечательности

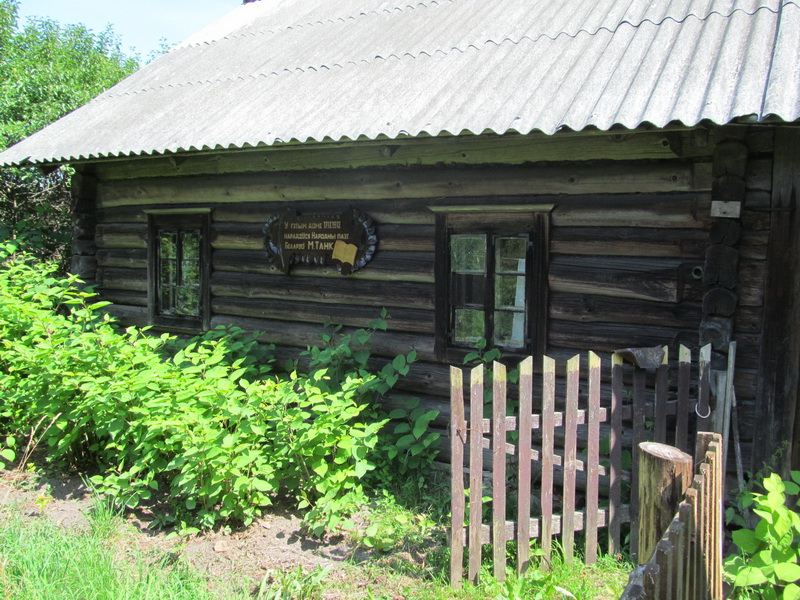
Дом, в котором родился М. Танк (ныне музей)

- Дом, в котором родился Максим Танк. Хутор, где родился поэт, находится на опушке леса, в километре от села Пильковщина[2] .

## Известные люди
- Максим Танк (Евгений Иванович Скурко, 1912—1995) — народный поэт Беларуси .
- Иосиф Владимирович Скурко (1938—1989) — поэт, переводчик, драматург.